# Calvert City
Calvert City és una població dels Estats Units a l'estat de Kentucky. Segons el cens del 2000 tenia 2.701 habitants.

## Demografia
Segons el cens del 2000, Calvert City tenia 2.701 habitants, 1.141 habitatges, i 787 famílies. La densitat de població era de 75,1 habitants/km².
Dels 1.141 habitatges en un 28,4% hi vivien nens de menys de 18 anys, en un 55,9% hi vivien parelles casades, en un 9,7% dones solteres, i en un 31% no eren unitats familiars. En el 28,7% dels habitatges hi vivien persones soles el 12,3% de les quals corresponia a persones de 65 anys o més que vivien soles. El nombre mitjà de persones vivint en cada habitatge era de 2,27 i el nombre mitjà de persones que vivien en cada família era de 2,76.
Per edats la població es repartia de la següent manera: un 21% tenia menys de 18 anys, un 7% entre 18 i 24, un 25,4% entre 25 i 44, un 26,3% de 45 a 60 i un 20,2% 65 anys o més.
L'edat mediana era de 43 anys. Per cada 100 dones de 18 o més anys hi havia 82,3 homes.
La renda mediana per habitatge era de 41.107 $ i la renda mediana per família de 48.098 $. Els homes tenien una renda mediana de 43.464 $ mentre que les dones 23.403 $. La renda per capita de la població era de 22.473 $. Entorn del 4,5% de les famílies i el 6,9% de la població estaven per davall del llindar de pobresa.

## Poblacions més properes
El següent diagrama mostra les poblacions més properes.

## Fills il·lustres
- Robert Howard Grubbs (1942 -) químic, Premi Nobel de Química de l'any 2005.